# 小林一男
小林 一男（こばやし かずお、1949年〈昭和24年〉7月15日 - ）は、日本の声楽家（テノール）・オペラ歌手・音楽教育者・合唱指揮者。

## 経歴
山梨県出身。山梨県立都留高等学校、1972年（昭和47年）国立音楽大学声楽科卒業。1973年（昭和48年）同大学音楽研究科オペラ専攻修了。同年、日伊声楽コンコルソでミラノ大賞を受賞しイタリア政府給費留学生としてイタリア・ミラノのヴェルディ音楽院に留学。田島好一、渡邊高之助、Ｍ・カルボーネ、Ｓ・Ｓ＝コルティに師事。Conservatorio di Musica G. Verdiで学位取得。
1974年（昭和49年）ミラノのピッコラ・スカラ座にてドニゼッティ『リタ』に出演してデビュー。以後、マントヴァ、ボローニャ、ヴェネツィア等で活躍し、1975年（昭和50年）より西ドイツのオルデンブルク国立劇場と専属契約。プッチーニ『外套』、『ジャンニ・スキッキ』などを歌う。
1977年（昭和52年）帰国後、二期会『蝶々夫人』ピンカートンにて日本デビューを飾る。以後も主役級で数々のオペラに出演。1983年（昭和58年）藤原歌劇団 プッチーニ『トスカ』カヴァラドッシ、1989年（平成元年）オーチャードホール・オープニングオペラ モーツァルト『魔笛』タミーノ、1991年（平成3年）日生劇場『モーツァルト没後200年6大オペラ公演』、1994年（平成6年）神奈川県民ホール 團伊玖磨『素戔鳴（すさのお）』（初演）曽尸茂梨王、1997年（平成9年）新国立劇場こけら落とし公演 團伊玖磨『建・RAKERU』忍代別天皇、2002年（平成14年）新国立劇場 三枝成彰『忠臣蔵』橋本平左衛門、同年 藤原歌劇団 ベッリーニ『カプレーティ家とモンテッキ家』テバルドなど、幅広いジャンルで主要な役柄を務めている。
コンサートソリストとしても、特にベートーヴェン『第九』のソリストを数多く務めている。その他にもベルリオーズ『キリストの幼時』『ファウストの劫罰』、マーラー『大地の歌』、メンデルスゾーン『エリヤ』、等多くのコンサートやレコーディングに出演しており、NHK交響楽団、東京都交響楽団、東京交響楽団、名古屋フィルハーモニー交響楽団、日本フィルハーモニー交響楽団、徳島交響楽団、宮崎市シティフィルハーモニー管弦楽団、オーケストラ・アカデミカ、新日本フィルハーモニー交響楽団、東京シティ・フィルハーモニック管弦楽団などのオーケストラ及び、朝比奈隆、渡邉暁雄、小林研一郎、井上道義、若杉弘、ズデニェク・コシュラー、大友直人、松尾葉子、山本直純、モーシェ・アツモン、ヴォルフガング・サヴァリッシュ、現田茂夫、外山雄三、沼尻竜典、岩城宏之、ジャン・フルネ、ラルフ・ワイケルト、オトマール・スウィトナー、ベリスラフ・クロブチャール、フェルディナント・ライトナーなどの指揮者との共演経験を豊富に有している。また、「小林一男リサイタル」と題して、ピアノの森島英子と共に全国8か所でソロリサイタルも開催している。2016年（平成28年）12月にも「日伊声楽コンコルソ入賞者披露 イタリア名曲コンサート」にベテラン歌手として出演している。
教育者としても、国立音楽大学教授 兼 大学院音楽研究科教授 兼 音楽研究所主任研究員として数多くの後進の育成をしている。門下生には、岡昭宏、大槻聡之介、村松恒矢、安田祥子、阿部雅子、大島嘉仁、高柳圭、島倉学、千葉祐輔、羽根田宏子、清水勇磨、田巻純江、堀内丈弘、志田尾恭子、渡辺康、檜山悠、阿部望美、中山美希、枝並雅子、村松恒矢、岩下巳紗、塩田美奈子、瀧川幸裕、布施葉子、佐藤慈雨、shieri、坂本伸司、佐藤洋、照屋博史、大槻朱里、飯島竜也、上坂真理、町田慎之介、杉浦倫代、などがいる。2015年（平成27年）春の定年後も、2016年（平成28年）1月27日 礒山雅解説のもとで「名テノールの歌う ベルカントの真髄」と題した公開セミナーを開催。その傍ら、六本木男声合唱団のコーラスマスターを務めており、2003年（平成15年）の欧州演奏旅行にも帯同しソリストも担当した。イタリア人作曲家ニーノ・ロータの研究を深め毎年オペラ公演を制作・総監督している。また、親しい友人たちと「マトゥーリ男声合唱団」を立ち上げ団長・指揮者を務めている。

## 主な受賞歴
- 1972年（昭和47年）国立音楽大学・武岡賞[2]
- 1973年（昭和48年）日伊声楽コンコルソミラノ大賞[2]
- 1973年（昭和48年）イタリア政府給費留学生試験合格[2]
- 1974年（昭和49年）イタリア レッジオ・エミーリア市国際声楽コンクール特別賞[2]
- 1983年度（昭和58年度）第11回ジロー・オペラ賞受賞[60]
- 1994年（平成6年）山梨日々新聞社・野口賞[2]
- 1996年（平成8年）NHK交響楽団・有馬賞[2]

## 主な楽界活動等
- 日伊音楽協会 理事[2]
- 日伊声楽コンコルソ審査委員[2]
- 日本音楽コンクール審査委員[2]
- 日本モンゴルオペラ芸術協会 会員[2]
- 日伊協会 会員[2]
- K 声楽コンクール 審査員[61]

## 主なディスコグラフィー
- DVD NHK名曲アルバム 楽聖たちへの旅『ベルディとロッシーニ』沼尻竜典指揮 新日本フィルハーモニー管弦楽団、塩田美奈子(S)小林一男(T) 1999/11/15 テイチクエンタテインメント
- DVD NHKクラシカル 朝比奈隆 NHK交響楽団 ベートーベン 交響曲第9番ニ短調『合唱つき』片岡啓子、伊原直子、小林一男、勝部太、東京芸術大学 2007/12/21 NHKエンタープライズ
- DVD6枚組 NHKクラシカル 朝比奈隆 NHK交響楽団 DVD-BOX 片岡啓子、伊原直子、小林一男、勝部太、東京芸術大学 2007/12/21 NHKエンタープライズ
- CD ベートーヴェン交響曲第9番『合唱付き』フルネ＆東京都交響楽団、澤畑恵美、寺谷千枝子、小林一男、木村俊光、二期会合唱団 1995年12月24日、東京芸術劇場でのライヴ フォンテック
- CD 三枝成彰『レクイエム』 - 曾野綾子のリブレットによる ライブ 六本木男声合唱団、釜洞祐子、小林一男、大友直人、東京交響楽団 2004/5/19 ソニー・ミュージックジャパンインターナショナル
- XRCD7枚組 NHK交響楽団によるベートーヴェン：交響曲第9番『合唱』1980年代編 完全限定盤 2013/12/18 日本伝統文化振興財団

1. ラルフ・ワイケルト指揮 曽我榮子（ソプラノ）伊原直子（アルト）小林一男（テノール）宮原昭吾（バリトン） 国立音楽大学合唱団 1980/12/22録音
2. ズデニェク・コシュラー指揮 曽我榮子（ソプラノ）伊原直子（アルト）小林一男（テノール）木村俊光（バリトン） 国立音楽大学合唱団 1981/12/21録音
3. オトマール・スウィトナー指揮 曽我榮子（ソプラノ）伊原直子（アルト）小林一男（テノール）木村俊光（バリトン） 国立音楽大学合唱団 1982/12/22録音
4. オトマール・スウィトナー指揮 片岡啓子（ソプラノ）伊原直子（アルト）小林一男（テノール）池田直樹（バリトン） 国立音楽大学合唱団 1986/12/22録音
5. ベリスラフ・クロブチャール指揮 佐藤しのぶ（ソプラノ）伊原直子（アルト）小林一男（テノール）木村俊光（バリトン） 国立音楽大学合唱団 1987/12/21録音
6. フェルディナント・ライトナー指揮 佐藤しのぶ（ソプラノ）伊原直子（アルト）小林一男（テノール）木村俊光（バリトン） 国立音楽大学合唱団 1988/12/22録音
7. 若杉弘指揮 佐藤しのぶ（ソプラノ）伊原直子（アルト）小林一男（テノール）多田羅迪夫（バリトン） 国立音楽大学合唱団 1989/12/22録音

## エピソード
- ベルカントテノールの代表格である小林であるが、国立音楽大学入学当初はバリトンであり、大学3年の終わり頃に先生と喧嘩までしてテノールに移ったという[3]。